# 阪急神戸高速線
神戸高速線（こうべこうそくせん）は、兵庫県神戸市の新開地駅から神戸三宮駅に至る阪急電鉄の鉄道路線である。
この路線は、神戸高速鉄道が第三種鉄道事業者として線路を保有し、阪急が第二種鉄道事業者として旅客運送（列車の運行）を行っている。神戸高速鉄道での路線名は阪神電気鉄道（阪神）の神戸高速線区間もあわせて東西線である。なお、神戸国際港都建設法及び都市計画法等に基づく都市高速鉄道としての名称は「都市高速鉄道2号三宮線」である。
駅ナンバリングで使われる路線記号はHK（ただし、阪神との共用駅を除く）。

## 概要
神戸高速鉄道が1968年に「東西線」として運営を開始した路線の一部で、神戸市中心部において、阪神神戸高速線を介して阪急神戸本線と山陽電気鉄道本線を接続する。新開地駅 - 高速神戸駅間は阪神神戸高速線と重複している。花隈駅 - 神戸三宮駅間の約600m（大半が高架線のため踏切はない）をのぞき、全線が地下線となっている。神戸高速鉄道により運行開始した時点の上下方向を踏襲しているため、正式な起点は新開地駅だが、列車運行上は神戸本線にあわせて神戸三宮駅から新開地駅へ向かう列車が下り、逆方向が上りとなっている。
1987年の地方鉄道法時代は神戸高速鉄道が阪急・山陽から車両を借用して自社路線として運営していた。同年の鉄道事業法施行後は神戸高速鉄道が第一種鉄道事業者として認可されなかったことを受け、1988年から阪急・山陽が西代駅 - 三宮駅（現・神戸三宮駅間）間の第二種鉄道事業者となった上で、改札・運賃収受・保線などの業務を当路線の線路等を保有する第三種鉄道事業者となった神戸高速鉄道に委託。運賃制度が据え置かれた上で、委託契約により神戸高速鉄道が神戸高速線の運賃相当額を得る形となったため、実質的な運行形態は地方鉄道法時代と変わらなかった（「神戸高速鉄道#鉄道事業法の施行に伴う運営形態の変更」参照）。
その後、乗り入れ各社の運行形態の変更や阪急・阪神経営統合、出資比率の変更に伴い、阪急・山陽の西代駅 - 新開地駅間と山陽の新開地駅 - 三宮駅間の第二種鉄道事業は2010年10月1日に廃止され、西代駅 - 新開地駅間は阪神単独の第二種鉄道事業に、高速神戸駅 - 三宮駅間は阪急単独の第二種鉄道事業にそれぞれ移行し（事業許可区間重複の大幅解消）、山陽は単に乗り入れてくる形（他社線からの直通運転）となった。同日に、新開地駅 - 三宮駅間の列車運行管理業務が阪急へ移管され（ただし、阪急は新開地駅 - 高速神戸駅間の列車運行管理業務を阪神に委託）、駅運営管理は、新開地駅・高速神戸駅が阪神、花隈駅が阪急に変更され、駅名標も管理する各社のデザインと同一のものになった。それにあわせて、神戸高速線各駅の駅務などの従業員のほとんどは、阪急および阪神が神戸高速線の業務を新たに委託した阪急レールウェイサービスに転籍して業務にあたることになった。営業に際して表記する路線名称についても、「神戸高速鉄道 東西線」から第二種鉄道事業者の定める「阪急 神戸高速線」とされた。
これらの結果、営業形態の大半において全国で多数例のある第二種・第三種の鉄道事業形態に倣うものとなった。ただし、運賃については従前の取り扱いが引き継がれ、阪神神戸高速線及び神戸電鉄神戸高速線を合わせて「神戸高速線」区間として独立した運賃体系が設定されており、神戸本線以東の各駅とは同じ阪急の路線ながら神戸三宮駅までの運賃を合算する計算方法となっている。なお、駅の場内アナウンスや発車ベルについては、新開地駅・高速神戸駅では阪神仕様のものに変更されているが、花隈駅では2010年10月1日の体制変更以前のものが引き続き使用されていた。その後梅田駅の駅名が大阪梅田駅に変更されたとき、アナウンスはそのままに阪急の到着メロディが使用された。その後の2020年12月4日、阪急仕様のアナウンスとメロディに変更された。

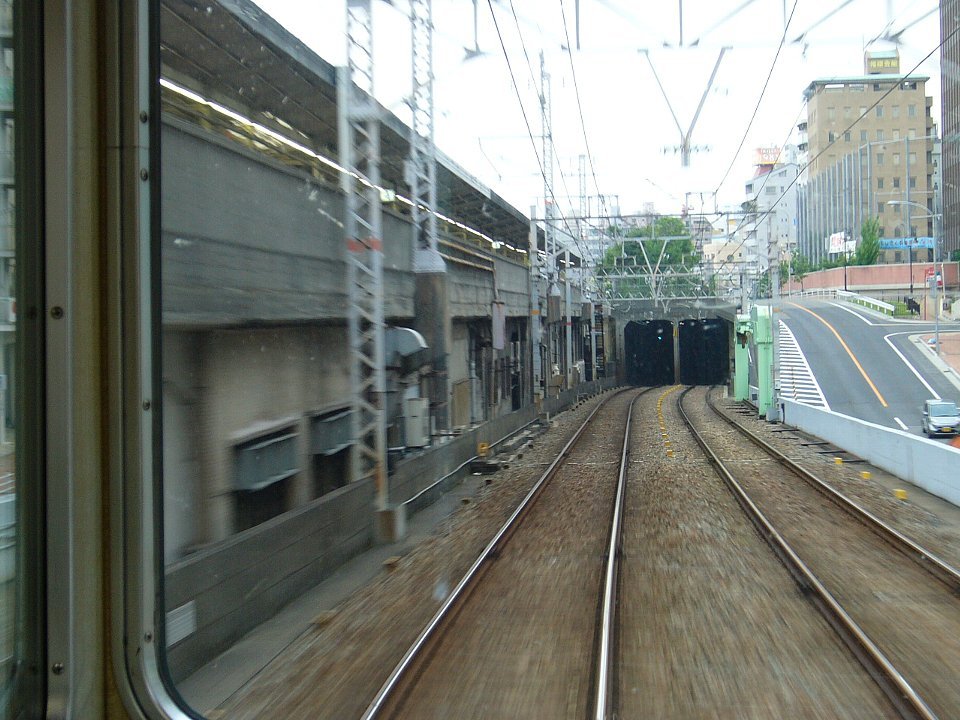
地上から地下の花隈駅へ向かう（左上に見えるのがJR元町駅）

### 路線データ
- 管轄・路線距離（営業キロ）：
  - 阪急電鉄（第二種鉄道事業者）：
    - 新開地駅 - 神戸三宮駅間 (2.8km)

  - 神戸高速鉄道（第三種鉄道事業者）：
    - 新開地駅 - 神戸三宮駅間 (2.8km)
- 軌間：1435mm
- 駅数：4駅（起終点駅含む）
- 複線区間：全線
- 電化区間：全線電化（直流1500V）
- 最高速度：65km/h

## 運行形態
神戸高速鉄道は第三種鉄道事業者となる以前から車籍を持った自社の車両を保有しておらず、列車はすべて阪急・阪神・山陽の各社所属の旅客用車両で運転されている。西代駅 - 新開地駅間が阪神単独で第二種鉄道事業者となって以降は、高速神戸以東（花隈方）に阪神の車両が、高速神戸以東（西元町方）と新開地以西（大開方）に阪急の車両が乗り入れることはない。
阪神を含む各社のダイヤパターンに合わせる影響で、新開地駅や高速神戸駅で時間調整を行う列車もある。日中時間帯は、かつては阪急神戸本線が10分、阪神本線が12分、山陽電気鉄道本線が15分サイクルのダイヤを採用していたため、非常に複雑なダイヤであった。現在は阪急・阪神が10分、山陽が15分サイクルである。
現在は全ての列車が各駅に停車する。1991年4月7日改正で山陽特急が大開駅・花隈駅を通過するようになったが、1998年2月15日改正で再び両駅に停車するようになり、2001年3月10日改正で山陽特急の乗り入れ自体が廃止されている。

### 列車種別
各種別の概況を以下に記す。

#### 特急
平日は朝と夕方、深夜を除き運転され、土休日は深夜時間帯を除きほぼ終日で運転されている。基本的には阪急大阪梅田駅 - 新開地駅間の運転だが、早朝には西宮北口発新開地行きが設定されているほか、朝・夕は阪急大阪梅田駅 - 高速神戸駅間で運転されている。阪急の車両で運転されている。1998年2月までは山陽電鉄本線須磨浦公園駅まで運転され、3社直通運転を行っていた。

#### 通勤特急
平日朝ラッシュ時のみ運転されている。また新開地側先頭車両には2025年2月22日のダイヤ改正以降女性専用車両が設定されている。阪急の車両で運転されている。

#### 準特急
平日の夕方と深夜を中心に運転されており、土休日は早朝の新開地発阪急大阪梅田行きの1本以外は22時以降に運転されている。2022年12月17日のダイヤ改正までは快速急行として運転されていた。基本的には阪急大阪梅田駅 - 新開地駅間の運転だが、高速神戸駅発着の列車も設定されている。阪急の車両で運転されている。

#### 急行
土休日の深夜に大阪梅田発新開地行きが1本設定されているのみとなっている。阪急の車両で運転されている。

#### 快速
平日の夜間に大阪梅田発新開地行きが1本設定されているのみとなっている。阪急の車両で運転されている。

#### S特急
阪急方面への運行設定は一時期消滅していたが、阪急神戸三宮行きが2016年3月19日ダイヤ改正で土休日朝に、阪急神戸三宮発が2022年12月17日のダイヤ改正で平日夜間に再設定された。2025年2月22日のダイヤ改正で阪急神戸三宮行きは再び消滅し、平日深夜の阪急神戸三宮発2本のみとなっている。山陽の車両で運転されている。

#### 普通（阪急普通）
朝・夜のみに設定されている。基本的には阪急大阪梅田駅 - 高速神戸駅間の運転だが、一部列車は阪急大阪梅田駅 - 新開地駅間の運転である。
またラッシュ前後や深夜に西宮北口駅 - 高速神戸駅・新開地駅間の列車が運転されている。阪急の車両で運転されている。

#### 普通（山陽普通）
基本的には阪急神戸三宮駅 - 山陽姫路駅間での運転だが、東須磨駅・霞ヶ丘駅・東二見駅・飾磨駅発着の列車も設定されている。山陽の車両で運転されている。1998年2月までは阪急神戸本線六甲駅発着列車が設定されており、当時は阪急・神戸高速・山陽の3社による直通運転が行われていた。従来は全日とも日中では阪急神戸三宮駅発着が1時間あたり2本運転されるなど本数は多かったが、2025年2月22日のダイヤ改正で、平日は日中の運転がなくなり朝と夜間で阪急神戸三宮行き7本・阪急神戸三宮発5本（他の2本はS特急）が運転されるのみとなった。一方、土曜・休日は従来通り一部の時間帯を除いて阪急神戸三宮駅発着が1時間あたり1 - 2本（例外的に3本の時間帯あり）運転されている。

## 乗務員
阪急の車両で運行される列車には阪急の乗務員が、山陽の車両で運行される列車には山陽の乗務員が、それぞれ乗務する。高速神戸駅で交代することもある。

## 歴史
- 1968年（昭和43年）4月7日：神戸高速鉄道東西線として西代駅 - 三宮駅間が開業。阪急・神戸高速・山陽の3社直通運転開始。
  - 毎日新聞によれば開業当日は桜の見頃の日曜日であったため多くの乗客が押し寄せダイヤが大混乱したという。
- 1988年（昭和63年）4月1日：阪急と山陽が鉄道事業法に基づく西代駅 - 三宮駅間の第二種鉄道事業免許を取得、両者の「神戸高速線」となる。ただし営業形態は従前の形を維持（前述）。
- 1995年（平成7年）1月17日：阪神・淡路大震災により全線不通[注釈 3]。
  - 2月6日：新開地駅 - 花隈駅間の運転再開[6]。
  - 6月1日：花隈駅 - 三宮駅間の運転再開[6]。
  - 8月13日：新開地駅 - 高速長田駅間の運転再開により全線復旧（大開駅は全列車通過）[6]。
- 1996年（平成8年）1月17日：大開駅の営業再開により全駅復旧[6]。
- 1998年（平成10年）2月15日：阪急による乗り入れは新開地駅までとなる。
- 2010年（平成22年）10月1日：阪急の西代駅 - 新開地駅間、山陽の全線の第二種鉄道事業廃止。これにより西代駅 - 新開地駅間は全列車が阪神扱いとなり、阪急・阪神・山陽の3社直通運転となる。同時に運営体制を変更し、神戸高速鉄道が担ってきた列車運行や駅舎、付随する施設の管理業務を第二種鉄道事業許可の区分に従って各社に移管。
- 2013年（平成25年）12月21日：三宮駅を神戸三宮駅に改称、同時に神戸三宮駅・花隈駅に駅ナンバリング導入[7][8]。
- 2016年（平成28年）3月19日：ダイヤ改正より、種別案内が各社局のものに統一[注釈 4]。

## 駅一覧
- 全駅兵庫県神戸市内に所在。
- どの種別も当線内では各駅に停車する。神戸三宮以東の停車駅は「阪急神戸本線」、新開地以西の停車駅は「阪神神戸高速線」および「山陽電気鉄道本線」をそれぞれ参照のこと。
- 駅番号は2013年12月21日より導入[7][8]。なお高速神戸駅と新開地駅は阪急の駅番号は振られていない（阪神が2014年4月に導入した駅番号[9]を阪急も案内に使用している）。
- 駅番号順に記載。正式な起点は新開地駅。

| 駅番号       | 駅名         | 駅間キロ     | 営業キロ      | 営業キロ      | 接続路線 | 所在地                                                                                |
| 駅番号       | 駅名         | 駅間キロ     | 神戸三宮 から | 大阪梅田 から | 接続路線 | 所在地                                                                                |
| ------------ | ------------ | ------------ | ------------- | ------------- | --- | ------------------------------------------------------------------------------------- |
| 直通運転区間 | 直通運転区間 | 直通運転区間 | 直通運転区間  | 直通運転区間  | 神戸三宮駅から ○普通・通勤急行・急行・快速急行・通勤特急・特急…（阪急）大阪梅田駅まで | 神戸三宮駅から ○普通・通勤急行・急行・快速急行・通勤特急・特急…（阪急）大阪梅田駅まで |
| HK-16        | 神戸三宮駅   | -            | 0.0           | 32.3          | 阪急電鉄： 神戸本線（直通運転） 阪神電気鉄道： 本線（神戸三宮駅:HS 32） 神戸市営地下鉄： 西神・山手線（三宮駅:S03）、 海岸線（三宮・花時計前駅:K01） 神戸新交通： P ポートアイランド線（三宮駅:P01） 西日本旅客鉄道： 東海道本線（JR神戸線）（三ノ宮駅:JR-A61） | 中央区                                                                                |
| HK-17        | 花隈駅       | 1.3          | 1.3           | 33.6          | | 中央区                                                                                |
| (HS 35)      | 高速神戸駅   | 0.9          | 2.2           | 34.5          | 阪神電気鉄道： 神戸高速線（元町方面） 西日本旅客鉄道： 東海道本線・ 山陽本線（JR神戸線）（神戸駅:JR-A63） 神戸市営地下鉄： 海岸線（ハーバーランド駅:K04） | 中央区                                                                                |
| (HS 36)      | 新開地駅     | 0.6          | 2.8           | 35.1          | 神戸電鉄： 神戸高速線 (KB01) 阪神電気鉄道： 神戸高速線（西代方面） | 兵庫区                                                                                |

- 高速神戸駅と新開地駅は他社接続の共同使用駅で、阪神電気鉄道の管轄駅である。